# Wilfried Domoraud
Wilfried Domoraud, né le 18 août 1988 à Maisons-Alfort, est un footballeur français d'origine ivoirienne jouant au poste d'ailier au FC Mauerwerk (en).

## Biographie

### Les débuts en Angleterre

#### Divers prêts dans les divisions inférieures
Né à Maisons-Alfort, dans le Val-de-Marne, Wilfried Domoraud entre au centre de formation de l'AS Nancy-Lorraine en 2005 mais décide de s'exiler en Angleterre quand, à dix-neuf ans, il n'a toujours pas été invité en équipe première. Ainsi, il rejoint Yeovil Town où, après une triplé avec l'équipe réserve, il rejoint l'équipe fanion en League One. Il apparaît alors à cinq reprises en championnat et une fois en Football League Trophy, toujours en tant que remplaçant.
Devant le peu de temps de jeu qu'il obtient à la suite du changement d'entraîneur, il est prêté pour l'intégralité du mois de janvier à la formation de Conference Premier, Weymouth. En cinquième division, il prend alors part à quatre rencontres de championnat, auxquelles s'ajoute un match en FA Trophy. Malgré un temps de jeu accru par son statut de titulaire, il n'inscrit aucun but. Peu après son retour, le 13 février, il est de nouveau prêté pour un mois dans les étages inférieurs, en sixième division cette fois-ci, où il évolue avec l'équipe de Weston-super-Mare AFC. À Weston-super-Mare, Wilfried Domoraud obtient de nouveau du temps de jeu et son prêt est alors étendu jusqu'à la fin de la saison. Quelques jours après cette annonce, il inscrit un doublé qui permet à son équipe de créer l'égalité contre le leader du championnat dans une rencontre marquée par de nombreux cartons et exclusions

#### Renouveau et stabilité
À l'issue de la saison 2007-2008 marquée par ces deux prêts, il est libéré par Yeovil le 1er juillet, avant de signer un non-contract deal auprès de Woking le 1er septembre suivant, après un essai au club. Un mois plus tard, son contrat devient enfin permanent à la suite de son bon début de saison.
En janvier 2009, alors que Wilfried Domoraud est dans une bonne période, l'entraîneur de Woking, Phil Gilchrist, fixe une clause libératoire à 250 000 £ pour le joueur, affirmant qu'une formation de Championship a manifesté son intérêt. Dans le même mois, le Français inscrit un triplé pour son équipe lors d'une victoire 4-1 contre Northwich Victoria. Après une bonne saison où il inscrit un total de neuf buts, son équipe est reléguée en Conference South et il ne renouvelle pas son contrat, malgré l'intérêt de sa direction et se retrouve alors sans club. Durant l'été, il se met à la recherche d'une équipe évoluant dans les premières divisions mais un nouveau règlement met à mal son rêve : cette règle impose que pour tout joueur de 21 ans, même en fin de contrat, la nouvelle équipe accorde une indemnité de transfert à l'ancien club. Or, la clause libératoire du joueur faisait défaut et avait précédemment freinée sa progression. Finalement, il rejoint de nouveau Woking le 1er octobre 2009, signant un non-contract deal,. Il fait ses débuts deux jours plus tard lors d'une victoire 2-0 contre le Chelmsford City FC, inscrivant le premier but. Mais, alors qu'il retourne en France pour régler des problèmes personnels en France dans le courant du mois d'octobre, il ne réapparait plus sur les feuilles de matchs de Woking. Le 10 novembre 2009, la direction annonce que Wilfried Domoraud est ailleurs en Europe afin de trouver un nouveau club et qu'il est peu probable qu'il ne reporte le maillot rouge et blanc. Le choix de changer de club à l'issue de la saison 2008-2009 est motivé par le changement de statut du club, passant de professionnel en cinquième division à semi-professionnel en sixième. C'est ainsi que son cousin, Cyril Domoraud, l'oriente vers l'Autriche au cours du mois de novembre.

### Nouveau départ en Autriche

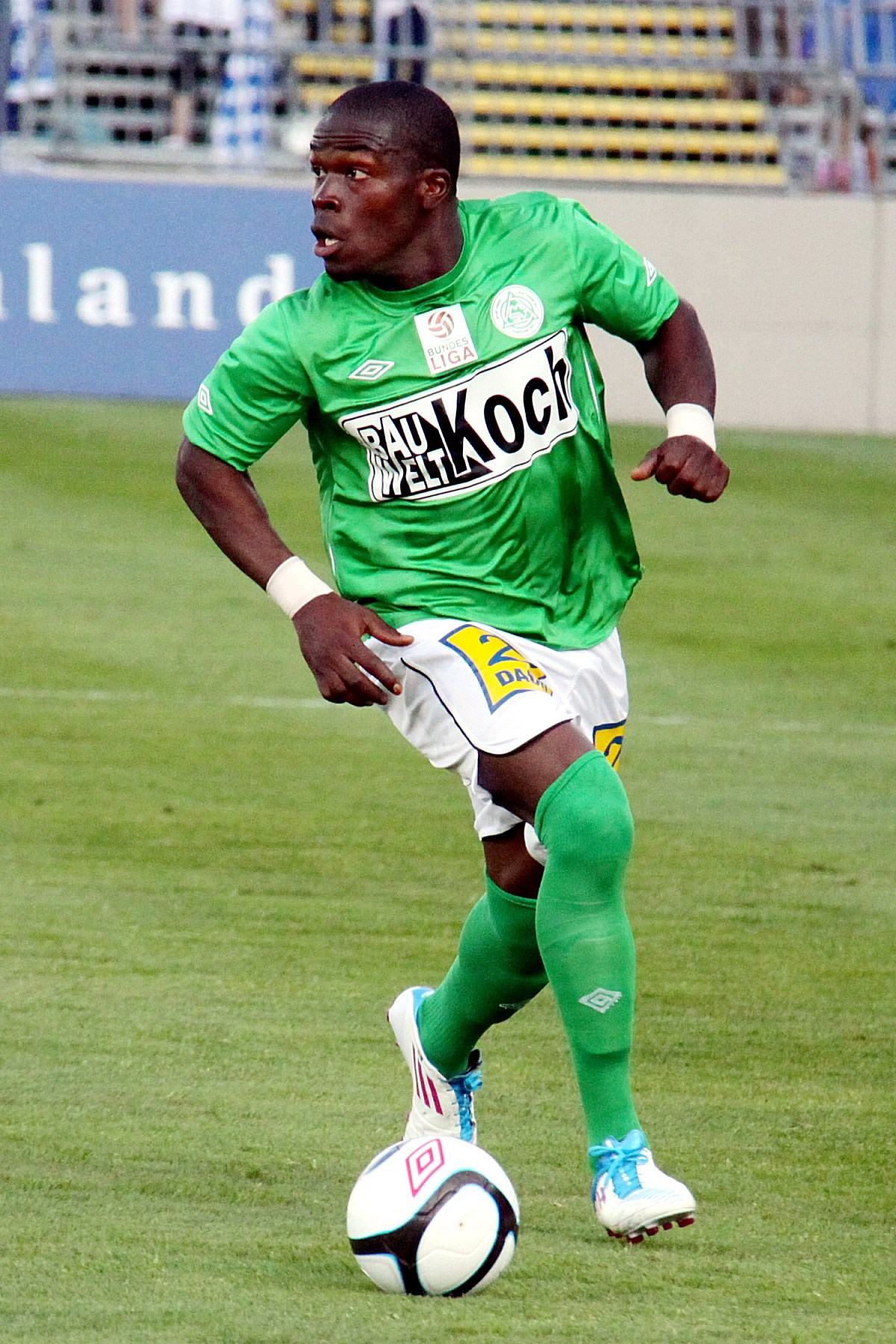
Wilfried Domoraud sous le maillot du SV Mattersburg.

Début 2010, Domoraud signe au FC Dornbirn 1913, formation de seconde division autrichienne. Il fait ses débuts le 5 mars 2010 contre le SC Austria Lustenau où il inscrit d'ailleurs son premier but peu avant la mi-temps. Mais malgré quatre buts en une quinzaine de rencontres, son club est relégué à l'issue de la saison. Il rejoint alors une équipe rivale du côté de la Styrie avec le TSV Hartberg, aussi en seconde division. Durant cette saison, il s'illustre par quelques passes décisives mais encore une fois, son équipe se bat pour le maintien. 
Après cette saison, il est repéré par le SV Mattersburg qui évolue en Bundesliga. Wilfried Domoraud apparaît pour la première fois avec sa nouvelle équipe à l'occasion de la première journée de championnat contre le SC Magna Wiener Neustadt. Jouant régulièrement jusqu'à début novembre, il est l'auteur de plusieurs passes décisives mais se blesse au muscle abdominal, ce qui l'éloigne des terrains jusqu'à la fin de la saison. La saison suivante, il passe plus de temps avec l'équipe réserve, en troisième division qu'en Bundesliga où il apparaît presque qu'en automne. Son contrat terminé et son équipe reléguée, il s'engage le 24 juin 2013 avec un adversaire au maintien, l'Admira Wacker. Repositionné sur l'aile gauche en arrivant en raison de son manque de buts, il fait une saison pleine avec 34 participations et un maintien à l'issue de la saison. Souhaitant revenir en France pour se rapprocher de sa famille et montrer son niveau, il décide alors de confier ses intérêts à une agence française qui lui permet d'avoir des contacts en France mais aussi en Belgique et en Angleterre à l'été 2014. L'année suivante, Domoraud est ralenti par les blessures qui ne lui permettent de participer qu'à sept rencontres jusqu'à la trêve hivernale.

### Retour en France
Malgré ce début de saison difficile, Wilfried fait son retour en France en prenant la direction de l'AC Arles-Avignon, en Ligue 2 dès le début de l'année 2015 où il signe un contrat de six mois, avec deux années supplémentaires en cas de maintien. Il participe à sa première rencontre avec le dernier de Ligue 2 le 23 janvier contre son club formateur, l'AS Nancy-Lorraine, une partie remportée 1-0 avec le statut de titulaire sur l'aile gauche de la formation provençale. Au terme de la saison, le club est relégué en National en terminant dernier au classement, mettant ainsi fin à son contrat.

### Nouvelle aventure au Danemark
Après plusieurs mois sans club, le 31 janvier 2016, Wilfried Domoraud rejoint Hobro IK, alors dernier en Superligaen, la première division danoise. Après quelques mois et treize matchs (pour deux buts) en première division, Wilfried demeure à Hobro malgré la relégation en seconde division. Fréquemment titulaire à l'échelon inférieur, il se montre plus décisif et enregistre rapidement des buts qui mène son équipe aux premières positions.

### En sélection
Né en France, Wilfried Domoraud est aussi sélectionnable pour la Côte d'Ivoire. Il participe à un stage avec l'équipe de France des moins de 18 ans en février 2006, au CTNFS de Clairefontaine, aux côtés d'Anthony Modeste et Étienne Capoue. S'il a également été contacté pour une participation à un précédent Tournoi de Toulon, il n'a jamais été joué de match en sélection de jeunes. Désormais, il espère être appelé en équipe sénior.

## Statistiques
| Saison                | Club                         | Championnat           | Championnat | Championnat | Coupe nationale | Coupe nationale | Coupe de la Ligue | Coupe de la Ligue | Compétition(s) continentale(s) | Compétition(s) continentale(s) | Compétition(s) continentale(s) | Total | Total |
| Saison                | Club                         | Division              | M.          | B.          | M.              | B.              | M.                | B.                | Comp.                          | M.                             | B.                             | M.    | B.    |
| 2007-2008             | Yeovil Town                  | League One            | 5           | 0           | 0               | 0               | 1                 | 0                 | -                              | -                              | -                              | 6     | 0     |
| 2007-2008             | Weymouth FC (prêt)           | Conference Premier    | 5           | 0           | 1               | 0               | -                 | -                 | -                              | -                              | -                              | 6     | 0     |
| 2007-2008             | Weston-super-Mare AFC (prêt) | Conference South      | 14          | 5           | -               | -               | -                 | -                 | -                              | -                              | -                              | 14    | 5     |
| 2008-2009             | Woking FC                    | Conference Premier    | 38          | 8           | 3               | 1               | 0                 | 0                 | -                              | -                              | -                              | 41    | 9     |
| 2009-2010             | Woking FC                    | Conference South      | 2           | 1           | 1               | 0               | -                 | -                 | -                              | -                              | -                              | 3     | 1     |
| Sous-total            | Sous-total                   | Sous-total            | 40          | 9           | 4               | 1               | 0                 | 0                 | -                              | 0                              | 0                              | 44    | 10    |
| 2009-2010             | FC Dornbirn 1913             | Erste Liga            | 15          | 4           | 1               | 0               | -                 | -                 | -                              | -                              | -                              | 16    | 4     |
| 2010-2011             | TSV Hartberg                 | Erste Liga            | 26          | 0           | 3               | 1               | -                 | -                 | -                              | -                              | -                              | 29    | 1     |
| 2011-2012             | SV Mattersburg               | Bundesliga            | 14          | 0           | 2               | 0               | -                 | -                 | -                              | -                              | -                              | 16    | 0     |
| 2012-2013             | SV Mattersburg               | Bundesliga            | 10          | 0           | 0               | 0               | -                 | -                 | -                              | -                              | -                              | 10    | 0     |
| Sous-total            | Sous-total                   | Sous-total            | 41          | 4           | 4               | 1               | 0                 | 0                 | -                              | 0                              | 0                              | 45    | 5     |
| 2013-2014             | Admira Wacker                | Bundesliga            | 33          | 7           | 4               | 0               | -                 | -                 | -                              | -                              | -                              | 37    | 7     |
| 2014-2015             | Admira Wacker                | Bundesliga            | 4           | 0           | 2               | 0               | -                 | -                 | -                              | -                              | -                              | 6     | 0     |
| Sous-total            | Sous-total                   | Sous-total            | 37          | 7           | 6               | 0               | 0                 | 0                 | -                              | 0                              | 0                              | 43    | 7     |
| 2014-2015             | AC Arles-Avignon             | Ligue 2               | 13          | 0           | -               | -               | -                 | -                 | -                              | -                              | -                              | 13    | 0     |
| 2015-2016             | Hobro IK                     | Superligaen           | 13          | 2           | -               | -               | -                 | -                 | -                              | -                              | -                              | 13    | 2     |
| 2016-2017             | Hobro IK                     | 1e Divisie            | 22          | 6           | 1               | 1               | -                 | -                 | -                              | -                              | -                              | 23    | 7     |
| 2017-2018             | Hobro IK                     | Superligaen           | 7           | 1           | 0               | 0               | -                 | -                 | -                              | -                              | -                              | 7     | 1     |
| Sous-total            | Sous-total                   | Sous-total            | 42          | 9           | 1               | 1               | 0                 | 0                 | -                              | 0                              | 0                              | 43    | 10    |
| 2018-2019             | Ħamrun Spartans              | Premier League        | 17          | 7           | 1               | 0               | -                 | -                 | -                              | -                              | -                              | 18    | 7     |
| 2019-2020             | Ħamrun Spartans              | Premier League        | 13          | 4           | 0               | 0               | -                 | -                 | -                              | -                              | -                              | 13    | 4     |
| Sous-total            | Sous-total                   | Sous-total            | 30          | 11          | 1               | 0               | 0                 | 0                 | -                              | 0                              | 0                              | 31    | 11    |
| 2019-2020             | Gżira United                 | Premier League        | 6           | 1           | 0               | 0               | -                 | -                 | -                              | -                              | -                              | 6     | 1     |
| 2020-2021             | Sirens FC                    | Premier League        | 23          | 8           | 2               | 2               | -                 | -                 | C3                             | 1                              | 0                              | 26    | 10    |
| 2021-2022             | Hibernians FC                | Premier League        | 25          | 4           | 4               | 1               | -                 | -                 | C1+C3                          | 2+4                            | 0+1                            | 35    | 6     |
| 2022-2023             | FC Mauerwerk                 | Regionalliga          | 27          | 11          | 0               | 0               | -                 | -                 | -                              | -                              | -                              | 27    | 11    |
| Total sur la carrière | Total sur la carrière        | Total sur la carrière | 325         | 68          | 25              | 6               | 0                 | 0                 | -                              | 7                              | 1                              | 357   | 75    |